# Дневна брига
Дневна брига су установе и програми који воде бригу о деци, старима или другим особама у зависном положају када њихови родитељи или старатељи нису у прилици да се брину о њима. Појам се односи и на здравствене и социјалне програме за особе са различитим психосоцијалним и здравственим проблемима којима је овај вид помоћи најпотребнији. Овакав вид помоћи реализује се у различитим институцијама као што су: дневни центри за инвалидна лица, центри за умерено и теже ментално ометене особе за стара и инвалидна лица и сл.